# محمود شاكر عبد الفتاح
محمود شاكر عبد الفتاح لاعب كرة قدم مصري ، ويلعب حاليًا لنادي الترسانة في مركز الظهير الأيسر.

بدأ في الدوري الممتاز في موسم 2002–2003 مع نادي الترسانة ، ثم انضم لفريق الاتحاد السكندري واستمر معه عدة مواسم ، ثم انتقل لنادي المصري ومنه أعير لنادي سموحة ، وفي 5 سبتمبر 2016 انضم لنادي طنطا في صفقة انتقال حر لمدة موسمين. وهو نجل الكابتن شاكر عبد الفتاح لاعب الترسانة السابق.

وفي 6 سبتمبر 2017 انضم لنادي بلدية المحلة لمدة موسمين في صفقة انتقال حر ، وذلك بعد أن قرر قرر الجهاز الفني لنادي طنطا بقيادة خالد عيد الاستغناء عنه.